# Parcul din Lujeni
Parcul din Lujeni (în ucraineană Лужанський парк) este un parc și monument al naturii de tip peisagistic de importanță locală din raionul Cozmeni, regiunea Cernăuți (Ucraina), situat în orașul Lujeni. Este administrat de Spitalul raional din localitate.
Suprafața ariei protejate constituie 2,3 hectare, fiind stabilită administrativ în anul 1984 prin decizia comitetului executiv regional. Statutul a fost acordat pentru conservarea parcului fondat la sfârșitul secolului al XIX-lea. Flora este caracterizată prin specii de arbori atât locali, cât și exotici, printre care: pin strob, Spiraea media, molid argintiu, castan, paltin occidental (3 exemplare), Styphnolobium japonicum (5 exemplare), sâmbovină (1 exemplar). Există o alee de Catalpa de diferite specii și soiuri.